# Tマネー
Tマネー（ティーマネー 朝: 티머니、英: T-money） とは、大韓民国・ソウル特別市が出資・設立した株式会社韓国スマートカードが発行しているストアードフェアシステムカードである。またTマネー加盟店では電子マネーとして使用できる。

## 概要
2004年7月にソウル特別市が大衆交通運賃体系改編に伴う新交通カード切り替えを行うこととなり、この時に最初に投入されたカードである。運用開始当初は首都圏電鉄と路線バスの乗車カードのみの利用しかできなかったが、2004年12月電子マネーに対応した「スマートTマネー」を投入して、コンビニなどの加盟店で電子マネーとして使用できるようになった。
2005年5月には「モバイルTマネー」が開始された。モバイルTマネーとは、NFCを利用して携帯電話に従来のSIMカードの代わりに、Tマネーに対応するSIMカード（以下チップ）を差し込み、対応プログラムをダウンロードして使用する。このSIMカードは、自身の利用する携帯電話キャリアから提供を受ける。日本のモバイルSuica等（おサイフケータイ）は、事前に携帯電話内にFeliCaチップが内蔵されており、それに対応したアプリケーションをインストールして使う方式であり、韓国のモバイルTマネーとは仕様が異なっている。

## 技術
2005年まではオランダフィリップス社の「Mifare（マイフェア）」という技術。「Mifare」はロンドン、北京、モスクワの公共交通システムでも採用されている、日本のFelica技術とは直接的な互換性はない。
2005年以後からICカードを採用している。

## 歴史
- 2003年
  - 10月6日 - 株式会社韓国スマートカード設立。
  - 11月3日 - ソウル特別市と「新概念カードシステム構築のための事業施行合意書」を締結。
- 2004年
  - 1月13日 - ソウル特別市地下鉄公社(現・ソウルメトロ)、ソウル特別市都市鉄道公社と「新交通カードシステム構築契約」と締結。
  - 4月22日 - ハイソウルフェスティバルの公開投票で名称をTマネーと確定。
  - 7月1日 - 新交通カードシステム運用開始。しかし、初日のシステムエラーが原因が無料で開放された。
  - 11月1日 - スマートTマネーカードの販売を開始。
  - 11月10日 - 慶尚北道安東市でTマネー交通システムサービス開始
  - 11月25日 - ファミリーマートと「Tマネー運用協約書」を締結。
  - 12月1日 - Tマネーカード200万枚販売。
  - 12月14日 - GS25と「Tマネー運用協約書」を締結。
- 2005年4月15日 - 地下鉄定期券システム運用開始。
- 2005年
  - 6月1日 - 済州道(現・済州特別自治道)と「Tマネー運用協約書」と締結。北京市と「研究交流の覚書き(MOU)」を締結。
  - 10月1日 - 浦項市でTマネー交通システムサービス開始。
  - 11月1日 - 済州道(現・済州特別自治道)、統営市、巨済市でTマネー交通システムサービス開始。
  - 12月6日 - インターネットTマネーサービス開始。
  - 12月22日 - マレーシアクアラルンプールからTマネーシステムを受注。
- 2006年
  - 6月22日 - 第5次世界大衆交通連盟(UITP)「最優秀IT革新賞」受賞。
  - 9月1日 - Tマネータクシー試験サービス開始。
  - 11月13日 - 京畿道の市内、座席バスでのTマネー互換開始(首都圏交通機関の統合完了)。
- 2007年
  - 7月1日 - 京畿道のマウルバスでのTマネー利用開始。
  - 11月1日 - 江原道原州市でTマネーサービス開始。
  - 12月23日 - 忠清南道天安市でTマネー交通システムサービス開始。
- 2008年
  - 2月3日 - ソウル特別市と仁川国際空港を結ぶ空港リムジンバスでTマネー利用開始。
  - 5月1日 - 京畿道の市外バス（空港リムジンバス含む）でTマネー利用開始。
  - 9月1日 - 牙山市を除いた忠清南道全地域でTマネー交通システムサービス開始。
- 2009年
  - 1月1日 - 江陵市でTマネー交通システムサービス開始。
  - 1月10日 - 釜山地下鉄、釜山広域市、木浦市、麗水市、光陽市のバスでTマネー交通システムサービス開始。
  - 9月1日 - 蔚山広域市の市内バスでTマネー交通システムサービス開始。
  - 10月27日 - 新韓銀行、韓国外換銀行、郵便局との提携により、残高不足時の口座を利用した自動チャージサービスを開始。
- 2010年
  - 2月1日 - 全羅北道市内バスでTマネーサービス開始。
  - 5月1日 - 栄州市市内バス、市外バスでTマネーサービス開始。
  - 10月1日 - 順天市市内バスでTマネーサービス開始。
  - 12月1日 - 昌原市市内バスでTマネーサービス開始。
- 2011年
  - 1月1日 - 金泉市、亀尾市市内バスでTマネーサービス開始。
  - 2月14日 - 大田広域市市内バスと地下鉄、川辺都市高速化道路でTマネーサービス開始。
  - 3月10日 - 江原道春川市内バスTマネーサービス開始。
  - 6月17日 - 忠清北道内の市内バスでTマネーサービス開始。
  - 8月16日 - 大邱広域市、慶山市の市内バスと大邱都市鉄道公社でTマネーサービス開始。
  - 9月1日 - 尚州市、聞慶市のTマネーサービス開始。
- 2012年
  - 5月11日 - 晋州市内バスでTマネーサービス開始。
  - 7月1日 - 醴泉郡の農漁村バスでTマネーサービス開始
  - 8月1日 - 全羅南道高興郡の農漁村バスでTマネーサービス開始。
  - 12月11日 - 慶尚北道義城郡の農漁村バスでTマネーサービス開始。
- 2014年
  - 1月1日 - 慶尚北道蔚珍郡、全羅南道康津郡・求礼郡・咸平郡の農漁村バスでTマネーサービス開始。
  - 6月21日 - 国土交通部が推進する全国交通カード互換政策（One card, All pass）により、全国互換Tマネーカード発売。
  - 6月21日 - 釜山交通公社駅舎内のチャージ機でTマネーのチャージサービス開始。
  - 12月30日 - 従来のTマネーと全国互換Tマネーで韓国道路公社の高速道路通行料を支払うことが可能に[3]。
  - 12月30日 - 従来のTマネーと全国互換Tマネーで韓国鉄道公社の駅舎で乗車券を購入することが可能に。

## Tマネーの利用方法
韓国鉄道公社（広域電鉄）/地下鉄
乗車・降車の際、自動改札機のカードリーダーにタッチする。地下鉄の場合、Tマネーを使うと乗車料金が割引される。
バス
乗車・降車の際、運転席横及び中扉付近に設置されたカードリーダーにタッチする。降車の際にタッチを忘れると次回乗車時に反則金（初乗り運賃の2倍）が引かれてしまう。空港リムジンバスの場合、乗車時にのみタッチする。
タクシー
降車時、カードリーダーにタッチする。
Tマネー加盟店（オンライン・オフライン）
ロッテワールド、教保文庫やコンビニエンスストア等
ロッカー
ロッカーに荷物を保管する前、画面の操作でTマネーによる決済を選択し、Tマネーをタッチした後、荷物を保管する。ロッカーから荷物を取り出す前、画面の操作を行いTマネーをタッチすると、ロッカーが解錠される。

## 購入とチャージ方法
地下鉄駅窓口、カード自動販売機、加盟店のコンビニエンスストア、バス停付近の売店にて販売されている。
購入時にはTマネーカード本体の代金のみなので、希望チャージ金額を1000ウォン単位以上で支払う必要がある。Tマネーカードには1回1,000ウォン～9万ウォンまでチャージでき、上限は50万ウォンである。
青少年、子供用カードの場合、カード購入後10日以内にTマネーサイトやコンビニで登録手続きをしないと、割引運賃が適用されない。また、登録手続きでは生年月日の入力が必要である。チャージ金額を使い切った際には、上記販売所にて1,000ウォン単位でチャージ（朝鮮語では「充填（チュンジョン、충전）」）し、引き続き使用することができる。また、駅の自動券売機でも窓口と同じく再チャージが可能である。

## 運賃
- 地下鉄（首都圏電鉄を参照。）
- バス（ソウル特別市）（2023年8月12日現在）
- 幹線 (Blue)・支線 (Green)

一般(カード、現金:1,500ウォン)
青少年(カード:900ウォン、現金:1,000ウォン)
児童(カード、現金:550ウォン)
- 循環 (Yellow)

一般(カード、現金:1,400ウォン)
青少年(カード、現金:800ウォン)
児童(カード、現金:500ウォン)
- 広域 (Red)

一般(カード、現金:3,000ウォン)
青少年(カード:1,700ウォン、現金:1,800ウォン)
児童(カード、現金:1,500ウォン)
- マウルバス (Green)

一般(カード、現金:1,200ウォン)
青少年(カード、現金:600ウォン)
児童(カード、現金:400ウォン)
- 地下鉄+バス、バス+バスを30分以内に乗り換える際には、乗り継ぎ割引が適用され、運賃は始発点からの通算乗車キロにより算出される。10kmまで1,500ウォン。10kmをこえて5kmごとに100ウォン加算。ただし広域バスとの乗り換えの場合、30kmまで3,000ウォン、30kmを超過した場合、5kmにつき100ウォン加算。

## 種類とデザイン

### 普及型Tマネーカード
運用開始当初販売されたカードで、既存の交通カードとサービスが同じであった。現在は販売していない。なお、首都圏以外の互換他地域での利用は出来ない。

### スマートTマネーカード
ICを搭載したカードで電子マネーとして加盟店で使用できる。現在販売されているのはこの種類のカードである。Tマネーの番号をホームページで登録しておくと、Tマイレージサービスとインターネットチャージのサービスを受けられる。大人・青少年・子供用があり、普通のカード型の他に、チップの小型性を生かした携帯ストラップ型・腕時計など多様な種類の形状がある。
- 形状
  - カード型（大人・青少年・子供）
  - ミニカード型（子供）
  - ネックレス型（子供）
  - 携帯ストラップ型（大人・青少年）
    - I型
    - T型
    - 円型
    - ハート型
    - HUMANIMAL
    - T-STRAP
    - ハンドコーン
    - T-Sleek
    - T-Glass

  - バンド型（大人・青少年・子供）
    - T-band
    - Color T-band

  - Tウォッチ（大人・青少年）

### Tマネープラスカード
スマートTマネーカードのサービスの他、国税庁のホームページにカード番号を登録をすると領収書カードとして使用することができる。
大人・青少年用がある。

### Tマネーマイナスカード（廃止）
Tマネープラスカードの機能に加え、カード残額が不足している場合、1回に限り乗車できるカード。大人・青少年用がある。2015年4月30日をもって廃止された。

### インターネットTマネー
USBが搭載されているTマネーで、それをコンピュータに接続しインターネットを通じて、チャージやオンラインゲーム・音楽ダウンロードなど決済ができる。

### モバイルTマネー
Tマネー対応のSIMカードを携帯電話に装着して使う。携帯電話を通じて、チャージやオンライン決済が可能。

### 形状
- カード型(大人・青少年・子供)
- ミニカード型(子供)
- ネックレス型(子供)
- 携帯ストラップ型(大人・青少年)
  - I型
  - T型
  - 円型
  - ハート型
  - HUMANIMAL
  - T-STRAP
  - ハンドコーン
  - T-Sleek
  - T-Glass
- バンド型(大人・青少年・子供)
  - T-band
  - Color T-band

このほかに、後払い方式のクレジットカード一体型カードや、学生証と一体となったカードなどがある。

## セキュリティ・不正利用
2008年前後に発覚していたMIFAREクラシックの脆弱性を突いた偽造（無限チャージ）方法がネット上で出回っており、クラシック版は2007年以降新規発行が停止されたが、回収されず市中に出回っているものが相当数あるとされている。しかし当局の対応が遅れている。

## 導入事業者・加盟店など

### 交通
- 首都圏電鉄
  - ソウル交通公社（旧：ソウルメトロ・ソウル特別市都市鉄道公社）
  - 仁川交通公社
  - 韓国鉄道公社広域電鉄
  - KORAIL空港鉄道
  - ソウル市メトロ9号線
- 釜山都市鉄道
  - 釜山交通公社
  - 金海軽電鉄
  - 東海線(広域電鉄)
- 大邱都市鉄道
- 光州都市鉄道
- 大田都市鉄道
- 路線バス
  - ソウル特別市
  - 仁川広域市(甕津郡を除く)
  - 釜山広域市
  - 蔚山広域市
  - 世宗特別自治市
  - 京畿道
  - 忠清道
  - 全北特別自治道
  - 慶尚南道
  - 江原特別自治道
  - 全羅南道(珍島郡、莞島郡を除く)
  - 慶尚北道(英陽郡、青松郡を除く)
  - 大邱広域市
  - 済州特別自治道
  - 大田広域市
- KALリムジンバス
- タクシー

### 電子マネー加盟店
- 駅構内
  - 自動販売機
  - 携帯電話充電器
- コンビニエンスストア ※ソウル市など一部
  - ジーエス25(GS25)
  - CU(旧ファミリーマート)
  - セブンイレブン
  - ミニストップ
- ナチュール(Natuur) アイスクリームチェーン
- 教保文庫
- ロッテワールド
- インターネットカフェ ※Tマネー加盟店のみ
- インターネットショッピングモール ※Tマネー加盟店のみ
- KT公衆電話
- ソウル市内主要観光施設入場料
- ソウル市内公営・民営駐車場 ※一部
- ソウル市・冠岳区各種証明書・発給手数料支払い
- 南山1、3号トンネル混雑通行料支払い

など

## 参考資料・脚注
1. ↑  
1枚で地下鉄から美術館まで～ソウル市交通カード「T-money」 ITmediモバイル 2005年1月24日
2. ↑  を採用していたがMifare【まいふぇあ】 ITmediモバイル 2004年5月18日
3. ↑  但し、ハイパスのように、カードを車両端末機に挿入して使用することはできず（ハイパス専用レーンは利用不可）、有人レーンにてカードをタッチする方式で利用する
4. ↑  （朝鮮語）MBCニュース|2010年3月15日 해킹 무방비 '교통카드'(偽造に無防備な「交通カード」)
5. ↑  （朝鮮語）中央日報|2012年8月4日 나 몰래 16억 충전된 교통카드 썼다가…헉!